# Третій зайвий 2
«Третій зайвий 2» (англ. Ted 2) — американська комедія режисера Сета Макфарлейна (творця «Гріффінів»), оповідає про дружбу між Джоном (Марк Волберг) і Тедом. Перегляд цього фільму не рекомендується дітям до 18 років. Світова прем'єра відбулася 26 червня 2015 року. Прем'єра в Україні відбулася 25 червня 2015 року.

## Сюжет
Минув час і Тед став розсудливим, він одружився зі своєю подругою по роботі — Темі-Лінн. Незабаром вони вирішили завести дитину, не без допомоги його найкращого друга Джона. Але суд постановив, що Теду доведеться довести його дієздатність і право на дитину в суді. Сам же Джон розлучився з Лорі і готовий до нових пригод разом з найкращим другом дитинства.

## У ролях
| Актор             | Роль                  | Примітка  | Дубляж                    |
| ----------------- | --------------------- | --------- | ------------------------- |
| Марк Волберг      | Джон Беннет           |           | Андрій Самінін            |
| Сет МакФарлейн    | Тед                   | Озвучення | Назар Задніпровський      |
| Аманда Сейфрід    | Саманта Леслі Джексон |           | Дарина Муращенко          |
| Джессіка Барт     | Темі-Лінн             | [ 5 ]     | Наталя Романько-Кисельова |
| Джованні Рібізі   | Донні                 | [ 6 ]     | Дмитро Завадський         |
| Патрік Ворбертон  | Гай                   |           | Микола Боклан             |
| Морган Фрімен     | Адвокат               | [ 7 ]     | Олександр Ігнатуша        |
| Майкл Дорн        | Рік                   | [ 8 ]     | Кирило Нікітенко          |
| Девід Гассельгофф | камео                 |           |                           |

## Цікаві факти
- Спочатку Міла Куніс була заявлена на основну роль, причиною відмови від ролі стала вагітність актриси.